# 红黄拟啄木鸟
红黄拟啄木鸟（学名：Trachyphonus erythrocephalus）是鴷形目非洲拟啄木鸟科的一个物种，生活在东部非洲。

## 描述
该物种雄性羽毛为鲜明的黑色（间杂白色斑点）、红色和黄色。它有一个黑色的前额和冠。后颈为橙色和红色，上面有黑色的斑点。颈部的侧面为红色，慢慢过渡到黄色。背面主要是黑色，间杂白点。尾巴黑褐色，最多有奶油色点状条纹。尾部下侧为黄色，带有黑色条纹。下巴和喉部为黄色，喉部中心有一块黑色。胸部为橙色到橙红色，两侧更黄一些，有一条深色带贯串中间，上面带有白色斑点。胸部下方和腹部为黄色。翅膀为黑色，翼羽为棕色。所有翅膀上的羽毛都有白色点。长尾为红色。眼部周围皮肤为深灰色或黑色，眼睛则为黄棕色、深棕色、红棕色或中间色。腿和脚均为蓝灰色。
雌性和雄性相似，但总体更黯淡一些，红色和橙色少一些，黄色和白色多一些。特别的是，雌性没有喉部的斑，也没有冠。幼鸟与雌性一样，也是黯淡的。背部的斑点没那么白，并且所有的黑色更棕一些。眼睛为灰色。

## 习性
该物种不喜欢非常开放的区域和密集的森林地区，而选择破碎的地形，如河床和悬崖等。他们筑巢或打洞，在地面或者接近地面的地方觅食。它们是杂食动物，以种子，水果和无脊椎动物为食。在不受攻击的时候，它们一般非常温顺，不过一些种族的人使用它们的羽毛，如马赛人。

## 分布
指名亚种T. e. erythrocephalus生活在肯尼亚中部到坦桑尼亚东北部。亚种T. e. versicolor生活在苏丹东南部、乌干达东北部、埃塞俄比亚西南部和肯尼亚北部。亚种T. e. shelleyi生活在索马里和埃塞俄比亚东部。